# Wilhelm-Leuschner-Gedenkstätte

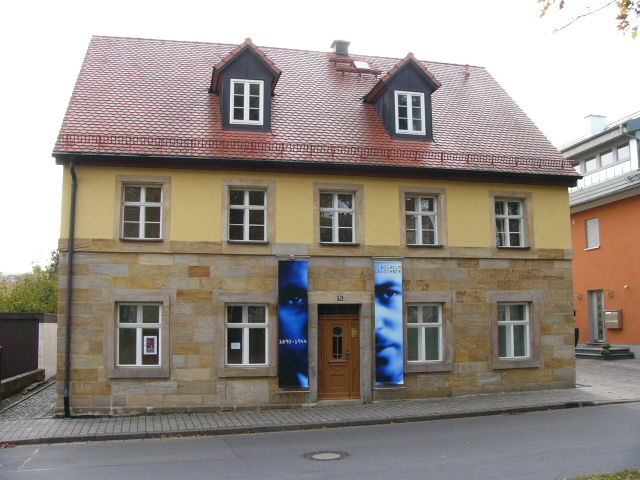
Wilhelm-Leuschner-Gedenkstätte

Die Wilhelm-Leuschner-Gedenkstätte zählt zu den Bayreuther Museen und erinnt an den Gewerkschafter und Sozialdemokraten Wilhelm Leuschner und seinen Widerstand gegen den Nationalsozialismus. Die Gedenkstätte befindet sich in dem denkmalgeschützten Geburtshaus Leuschners im Stadtteil Moritzhöfen.
Die Gedenkstätte in Moritzhöfen 25 wurde 2003 eingerichtet. Grundlage der Ausstellung ist der Nachlass Leuschners, der von der Wilhelm-Leuschner-Stiftung in der angrenzenden Herderstraße verwaltet und wissenschaftlich aufbereitet wird. Die Ausstellung befasst sich mit dem Lebensweg Leuschners als Politiker und Gewerkschafter der Weimarer Republik. Angebote der Gedenkstätte richten sich auch speziell an Schulklassen.  